# The Woodsman - Il segreto
The Woodsman - Il segreto (The Woodsman) è un film del 2004, diretto da Nicole Kassell. Il film tratta il delicato tema della pedofilia, attraverso la prospettiva di Walter (Kevin Bacon), un molestatore di ragazzine, appena uscito dal carcere, che cerca di rifarsi una vita.
È stato presentato nella sezione Quinzaine des Réalisateurs al 57º Festival di Cannes.

## Trama
Walter ha appena scontato dodici anni in carcere per aver molestato delle ragazzine. Ritornato alla vita normale, nonostante le sue intenzioni di rifarsi una vita, tutti, compresa la famiglia, sembrano voltargli le spalle, ad eccezione del cognato Carlos. Walter trova lavoro in una segheria, e intreccia anche una relazione con la collega Vicky.
Tuttavia Walter deve vedersela con le continue visite del sergente Lucas, che continua ad accusarlo. Inoltre la vicinanza con una scuola elementare, e le attenzioni di una giovanissima "bird watcher", sembrano essere una tentazione troppo forte per lui. A complicare la vita di Walter si aggiunge la presenza di un altro molestatore che si aggira nella sua zona.
Il comportamento di Walter non sembra certo irreprensibile, e anzi, quando adocchia una possibile "preda" non riesce a resistere all'impulso di seguirla. A poco servono le frequenti sedute dallo psicanalista, durante le quali Walter confessa di non riuscire a reprimere il proprio morboso desiderio. Nulla possono nemmeno la disciplina autoimposta, e nemmeno la paura di tornare in carcere, la violenza dei compagni di lavoro e le continue minacce del sergente Lucas, tutti elementi che tendono invece a isolarlo e ricacciarlo nel viluppo delle proprie passioni malate; similmente, la prospettiva di denunciare il molestatore che si aggira davanti alla scuola elementare di fronte a casa sua - per mostrare la propria buona fede - non lo convince: si tratterebbe solamente di un atto di codardia, e non cambierebbe di una virgola l'inevitabile destino di ricadere nel reato.
La vera e propria redenzione giunge infine solamente dalla presa di coscienza della sofferenza delle vittime dei pedofili, e non dal timore e dalla repressione controvoglia. Solo la consapevolezza del dolore altrui ha il sostanziale potere di redimere chi agisce in modo immorale, solo essa determina la morale, solo conformemente alla quale l'azione diviene possibile.

## Riconoscimenti
- Festival del cinema americano di Deauville 2004: Premio della giuria